# NK Jezero Medvode
NK Jezero Medvode slovenski je nogometni klub iz Medvoda. U sezoni 2024./25. natječe se u Gorenjskoj nogometnoj ligi, četvrtom rangu slovenskog nogometnog sustava.
Klub se trenutno natječe u međuopćinskom savezu Kranj, a do 2024. godine natjecao se u međuopćinskom savezu Ljubljana.
Povijest NK Jezero Medvode seže u 1950-e, a pod današnjim imenom igra od 2001. Klub je nastao spajanjem dvaju nogometnih klubova – Medvoda i Jezera Zbilje. Tijekom godina klub je igrao u raznim razinama natjecanja, ali njegov najveći uspjeh je vjerojatno sudjelovanje u 1. SNL početkom 1990-ih. U to vrijeme klub je igrao pod imenom NK Loka Medvode.

## Vanjske poveznice
- Službena web-stranica (slov.)